# Litopenaeus occidentalis
Litopenaeus occidentalis är en kräftdjursart som först beskrevs av Thomas Hale Streets 1871.  Litopenaeus occidentalis ingår i släktet Litopenaeus och familjen Penaeidae. Inga underarter finns listade i Catalogue of Life.